# Пит Белот
Питер Џон Белот (енгл. Peter John Bellotte; Лондон, 28. август 1943) енглески је текстописац, композитор и музички продуцент. Широку славу стекао је сарадњом са америчком „краљицом диско” Доном Самер и Ђорђем Мородером. При његовом учешћем су направљени супер-хитови Самера као што су Hot Stuff, I Feel Love, Love to Love You Baby и многи други. Пит је два пута номинован за награду Греми за продуцента године.